# شيخ زهراو (كرخة)
شيخ زهراو (بالفارسية: شیخ زهراو) هي قرية تقع في إيران في قسم كرخة الريفي. يقدر عدد سكانها بـ 1,960 نسمة .